# Bầu cử tổng thống Mông Cổ 2017
Cuộc bầu cử tổng thống được tổ chức tại Mông Cổ vào ngày 26 tháng 6 năm 2017. Tổng thống đương nhiệm Tsakhiagiin Elbegdorj, được bầu lần đầu tiên vào năm 2009 và tái đắc cử vào năm 2013, không được phép không được tham gia nhiệm kỳ thứ ba. Lần đầu tiên, không có ứng cử viên nào nhận được đa số phiếu bầu ở vòng đầu tiên. Bầu cử vòng hai giữa ứng viên Đảng Dân chủ Đối Lập Khaltmaagiin Battulga và Chủ tịch Quốc hội Mông Cổ Miyeegombyn Enkhbold diễn ra vào ngày 7 đến ngày 9 tháng 7 năm 2017.
Trong cuộc bầu cử vòng hai, ứng viên Đảng Dân chủ Đối lập Khaltmaagiin Battulga đã được chiến thắng sít sao với 55,15% số phiếu hợp lệ và trở thành Tổng thống thứ năm của Mông Cổ

## Hệ thống bầu cử
Tổng thống Mông Cổ được bầu bằng hệ thống bầu cử hai vòng. Nếu không có ứng cử viên đã nhận được đa số phiếu trong vòng đầu tiên, lần thứ hai sẽ được tổ chức. 
Luật bầu cử Mông Cổ xem xét các phiếu bầu trống trong các cuộc bầu cử là phiếu hợp lệ. Ủy ban Bầu cử Tổng thống xác nhận không có ứng cử viên nào nhận được đa số phiếu bầu ở vòng một. Vì vậy, Vòng 2 cuộc bầu cử sẽ được tổ chức.

## Ứng viên
Có 3 đảng đủ điều kiện để đưa ra một ứng cử viên tổng thống bao gồm Đảng Nhân dân Mông Cổ (MPP), Đảng Dân chủ Đối lập (DP) và Đảng Cách mạng Nhân dân Mông Cổ (MPRP). Các ứng cử viên được lựa chọn là:
- Miyeegombyn Enkhbold thuộc Đảng Nhân dân Mông Cổ (MPP), ông từng là cựu Thủ tướng Mông Cổ (2006-2007), đương kim Chủ tịch quốc hội Mông Cổ và là lãnh đạo hiện tại của đảng MPP.
- Sainkhüügiin Ganbaatar thuộc Đảng Cách mạng Nhân dân Mông Cổ, ông từng nghị sĩ quốc hội và là lãnh đạo Đảng Cách mạng nhân dân Mông Cổ.
- Khaltmaagiin Battulga thuộc Đảng Dân chủ Đối lập, ông là một doanh nhân, đô vật và từng là nghị sĩ quốc hội.

Đảng Đảng Cách mạng Nhân dân Mông Cổ  (MPRP) ban đầu đã chọn Nambaryn Enkhbayar làm ứng cử viên tổng thống tại một hội nghị vào ngày 5/5. Tuy nhiên Ủy ban Bầu cử Mông Cổ đã từ chối cho phép Enkhbayar ứng cử vì ông đã sống ở nước ngoài từ tháng 8 năm 2013 đến tháng 10 năm 2014. Do đó, MPRP quyết định chọn Sainkhuugiin Ganbaatar làm ứng cử viên. Vụ việc này khiến cho vị tổng thống duy nhất của đảng MPRP là Oktyabriin Baasankhüü, đã phản đối đề cử Ganbaatar và ông đã rời khỏi đảng.

## Kết quả
Với số phiếu bình chọn chính thức, Battulga đã vượt qua ngưỡng 50% chỉ khoảng 7.333 lượt (50.61%).
| Ứng viên | Đảng phái                       | Vòng một  | Vòng một | Vòng hai  | Vòng hai |
| Ứng viên | Đảng phái                       | Số phiếu  | Chiếm    | Số phiếu  | Chiếm    |
| --- | ------------------------------- | --------- | -------- | --------- | -------- |
| Khaltmaagiin Battulga | Đảng Dân chủ Đối lập            | 517,478   | 38.31%   | 611,226   | 50.61%   |
| Miyeegombyn Enkhbold | Đảng nhân dân Mông Cổ           | 411,748   | 30.32%   | 497,067   | 41.16%   |
| Sainkhüügiin Ganbaatar                                                                                                   | Đảng Cách mạng nhân dân Mông Cổ | 409,899   | 30.19%   | bị loại   | bị loại  |
| Không hợp lệ/bỏ phiếu trắng                                                                                              | Không hợp lệ/bỏ phiếu trắng     | 18,663    | 1.37     | 99,494    | 8.23     |
| Chung cuộc | Chung cuộc                      | 1,357,788 | 100%     | 1,207,787 | 100%     |
| Cử tri / cử tri đăng ký                                                                                                  | Cử tri / cử tri đăng ký         | 1,978,298 | 68.27%   | 1,990,787 | 60.67%   |
| Nguồn: GEC Lưu trữ ngày 6 tháng 7 năm 2017 tại Wayback Machine, GEC Lưu trữ ngày 10 tháng 7 năm 2017 tại Wayback Machine |                                 |           |          |           |          |

### Phân vùng
Vòng một
| Phân khu                    |                      |                |                 |                 |                   |                   |        |
| Phân khu                    | K. Battulga DP       | K. Battulga DP | M. Enkhbold MPP | M. Enkhbold MPP | S. Ganbaatar MPRP | S. Ganbaatar MPRP |        |
| --------------------------- | -------------------- | -------------- | --------------- | --------------- | ----------------- | ----------------- | ------ |
| Phân khu                    | Các tỉnh của Mông Cổ |                |                 |                 |                   |                   |        |
| Phân khu                    | Arkhangai            | 12,398         | 31.47%          | 12,059          | 30.61%            | 14,932            | 37.90% |
| Bayan-Ölgii                 | 14,218               | 36.68%         | 19,332          | 49.88%          | 5,205             | 13.43%            |        |
| Bayankhongor                | 23,886               | 60.44%         | 11,497          | 29.09%          | 4,137             | 10.46%            |        |
| Bulgan                      | 8,585                | 32.23%         | 7,782           | 29.22%          | 10,263            | 38.53%            |        |
| Govi-Altai                  | 6,565                | 27.06%         | 9,592           | 39.54%          | 8,101             | 33.39%            |        |
| Dornogovi                   | 9,206                | 32.44%         | 9,535           | 33.60%          | 9,635             | 33.95%            |        |
| Govisümber                  | 2,414                | 34.47%         | 2,031           | 29.00%          | 2,557             | 36.51%            |        |
| Dornod                      | 10,288               | 33.94%         | 8,092           | 26.70%          | 11,924            | 39.34%            |        |
| Dundgovi                    | 5,414                | 27.67%         | 5,142           | 26.28%          | 9,004             | 46.03%            |        |
| Zavkhan                     | 12,022               | 38.46%         | 12,505          | 40.01%          | 6,726             | 21.52%            |        |
| Övörkhangai                 | 14,624               | 31.50%         | 17,908          | 38.58%          | 13,883            | 29.91%            |        |
| Ömnögovi                    | 8,087                | 30.16%         | 7,238           | 26.99%          | 11,484            | 42.83%            |        |
| Sükhbaatar                  | 9,320                | 33.58%         | 10,023          | 36.11%          | 8,411             | 30.30%            |        |
| Selenge                     | 14,844               | 32.28%         | 15,619          | 33.96%          | 15,519            | 33.75%            |        |
| Töv                         | 11,253               | 27.67%         | 16,546          | 40.69%          | 12,855            | 31.62%            |        |
| Uvs                         | 10,355               | 30.67%         | 16,698          | 49.46%          | 6,703             | 19.85%            |        |
| Khovd                       | 10,060               | 29.58%         | 13,724          | 40.35%          | 10,221            | 30.05%            |        |
| Khövsgöl                    | 17,420               | 32.24%         | 18,802          | 34.80%          | 17,804            | 32.95%            |        |
| Khentii                     | 11,253               | 36.04%         | 7,804           | 24.99%          | 12,162            | 38.95%            |        |
| Darkhan-Uul                 | 12,427               | 30.05%         | 12,565          | 30.39%          | 16,351            | 39.54%            |        |
| Orkhon                      | 14,771               | 34.28%         | 9,863           | 22.89%          | 18,451            | 42.82%            |        |
| Huyện lị thủ đô Ulaanbaatar |                      |                |                 |                 |                   |                   |        |
| Khan-Uul                    | 34,595               | 46.50%         | 21,027          | 28.26%          | 18,761            | 25.22%            |        |
| Baganuur                    | 4,275                | 35.34%         | 4,077           | 33.71%          | 3,742             | 30.94%            |        |
| Bagakhangai                 | 509                  | 25.94%         | 1,104           | 56.26%          | 349               | 17.78%            |        |
| Bayanzürkh                  | 67,336               | 45.21%         | 37,911          | 25.45%          | 43,661            | 29.32%            |        |
| Nalaikh                     | 5,542                | 34.28%         | 4,172           | 25.81%          | 6,450             | 39.90%            |        |
| Sükhbaatar                  | 29,407               | 46.50%         | 18,303          | 28.94%          | 15,524            | 24.55%            |        |
| Chingeltei                  | 31,065               | 43.39%         | 17,591          | 24.57%          | 22,923            | 32.02%            |        |
| Bayangol                    | 48,314               | 50.59%         | 25,831          | 27.04%          | 21,350            | 22.35%            |        |
| Songino Khairkhan           | 63,978               | 38.47%         | 36,286          | 25.86%          | 50,022            | 35.65%            |        |
|                             |                      |                |                 |                 |                   |                   |        |
| Overseas                    | 2,979                | 63.19%         | 995             | 21.10%          | 740               | 15.69%            |        |
|                             |                      |                |                 |                 |                   |                   |        |
| Chung cuộc                  | 517,478              | 38.10%         | 411,748         | 30.30%          | 409,899           | 30.19%            |        |

Vòng hai
|                             |                |                 |                 |        |  |  |
| K. Battulga DP              | K. Battulga DP | M. Enkhbold MPP | M. Enkhbold MPP |        |  |  |
| Các tỉnh của Mông Cổ        |                |                 |                 |        |  |  |
| Arkhangai                   | 16,763         | 47.43%          | 15,559          | 43.91% |  |  |
| Bayan-Ölgii                 | 16,201         | 42.11%          | 21,306          | 55.38% |  |  |
| Bayankhongor                | 23,085         | 64.65%          | 11,944          | 33.45% |  |  |
| Bulgan                      | 11,568         | 49.95%          | 9,360           | 40.42% |  |  |
| Govi-Altai                  | 8,334          | 40.51%          | 10,793          | 52.46% |  |  |
| Dornogovi                   | 11,657         | 44.86%          | 12,456          | 47.93% |  |  |
| Govisümber                  | 2,764          | 42.13%          | 3,331           | 50.77% |  |  |
| Dornod                      | 13,535         | 51.52%          | 10,271          | 39.09% |  |  |
| Dundgovi                    | 6,420          | 36.93%          | 8,243           | 47.42% |  |  |
| Zavkhan                     | 14,632         | 48.99%          | 13,993          | 46.85% |  |  |
| Övörkhangai                 | 20,209         | 48.46%          | 19,001          | 45.57% |  |  |
| Ömnögovi                    | 10,258         | 48.14%          | 8,412           | 39.48% |  |  |
| Sükhbaatar                  | 11,628         | 48.51%          | 10,860          | 45.31% |  |  |
| Selenge                     | 18,381         | 44.16%          | 20,032          | 48.12% |  |  |
| Töv                         | 14,562         | 40.22%          | 19,192          | 53.01% |  |  |
| Uvs                         | 12,172         | 39.23%          | 17,367          | 55.97% |  |  |
| Khovd                       | 13,135         | 44.10%          | 14,451          | 48.52% |  |  |
| Khövsgöl                    | 24,135         | 49.20%          | 21,550          | 43.93% |  |  |
| Khentii                     | 14,452         | 53.75%          | 9,658           | 35.92% |  |  |
| Darkhan-Uul                 | 16,496         | 45.54%          | 16,154          | 44.59% |  |  |
| Orkhon                      | 20,042         | 53.78%          | 12,452          | 33.41% |  |  |
| Huyện lị thủ đô Ulaanbaatar |                |                 |                 |        |  |  |
| Khan-Uul                    | 38,047         | 56.19%          | 23,476          | 34.67% |  |  |
| Baganuur                    | 5,193          | 47.71%          | 4,791           | 44.02% |  |  |
| Bagakhangai                 | 682            | 36.73%          | 1,108           | 59.67% |  |  |
| Bayanzürkh                  | 75,765         | 55.11%          | 49,030          | 35.66% |  |  |
| Nalaikh                     | 6,979          | 45.52%          | 7,068           | 46.10% |  |  |
| Sükhbaatar                  | 32,634         | 55.60%          | 20,717          | 35.30% |  |  |
| Chingeltei                  | 34,807         | 54.02%          | 23,382          | 36.29% |  |  |
| Bayangol                    | 51,596         | 58.63%          | 29,102          | 33.07% |  |  |
| Songino Khairkhan           | 64,272         | 50.87%          | 50,343          | 39.85% |  |  |
|                             |                |                 |                 |        |  |  |
| Overseas                    | 2,030          | 75.86%          | 497             | 18.57% |  |  |
|                             |                |                 |                 |        |  |  |
| Chung cuộc                  | 611,226        | 50.61%          | 497,067         | 41.16% |  |  |